# Antônio Celso Queiroz
Antônio Celso de Queiroz (* 24. November 1933 in Pirassununga, São Paulo; † 16. April 2023 in São Paulo) war ein brasilianischer Geistlicher und römisch-katholischer Bischof von Catanduva.

## Leben
Antônio Celso Queiroz besuchte die Schule in Campinas. Anschließend studierte er Philosophie und Katholische Theologie an der Theologischen Fakultät Nossa Senhora da Assuncão in São Paulo (1953–1957) und an der Päpstlichen Universität Comillas in Madrid (1957–1960). Am 17. April 1960 empfing er das Sakrament der Priesterweihe.
Zunächst lehrte Antônio Celso Queiroz am Priesterseminar in Campinas (1961–1962) sowie an der Universidade Católica de Campinas (1961–1969) und an der Pontifícia Universidade Católica de São Paulo (1968–1970). Daneben wirkte er von 1961 bis 1969 als Kirchlicher Assistent der Studentenabteilung der Katholischen Aktion. Ab 1971 war Antônio Celso Queiroz Koordinator für die Pastoral und Generalvikar des Erzbistums Campinas. Zudem fungierte er als Untersekretär der Brasilianischen Bischofskonferenz und unterrichtete am Colégio Progresso Campineiro.
Papst Paul VI. ernannte ihn am 10. Oktober 1975 zum Weihbischof in São Paulo und zum Titularbischof von Saetabis. Der Erzbischof von São Paulo, Paulo Evaristo Kardinal Arns OFM, spendete ihm am 14. Dezember desselben Jahres in der Kathedrale Nossa Senhora da Conceição in Campinas die Bischofsweihe; Mitkonsekratoren waren Valfredo Bernardo Tepe OFM, Bischof von Ilhéus, und Bernardo José Bueno Miele, Erzbischof von Ribeirão Preto. Antônio Celso Queiroz wählte den Wahlspruch Amou até o fim („Geliebt bis zum Ende“). Als Weihbischof war er zusätzlich von 1975 bis 2000 Bischofsvikar für die Region Ipiranga. Außerdem fungierte von 1987 bis 1995 als Generalsekretär der Brasilianischen Bischofskonferenz und von 1995 bis 1998 als deren Delegierter beim Lateinamerikanischen Bischofsrat (CELAM). 1997 nahm er an der Sonderversammlung der Bischofssynode für Amerika zum Thema Begegnung mit dem lebendigen Jesus Christus – Weg der Umkehr, der Gemeinschaft und der Solidarität in Amerika teil. Daneben gehörte er später der Pastoralkommission der Brasilianischen Bischofskonferenz an.
Papst Johannes Paul II. bestellte ihn am 9. Februar 2000 zum ersten Bischof des mit gleichem Datum errichteten Bistums Catanduva. Zudem war Antônio Celso Queiroz von 2003 bis 2007 Vizepräsident der Brasilianischen Bischofskonferenz. Ferner gehörte er der Kommission für die Laien an.
Am 21. Oktober 2009 nahm Papst Benedikt XVI. sein altersbedingtes Rücktrittsgesuch an. Danach lebte Antônio Celso Queiroz in São Paulo, wo er im April 2023 starb. Er wurde in der Krypta der Kathedrale Nossa Senhora Aparecida in Catanduva beigesetzt.